# Ammoconia fumosa
Ammoconia fumosa är en fjärilsart som beskrevs av Bankes. Ammoconia fumosa ingår i släktet Ammoconia och familjen nattflyn. Inga underarter finns listade i Catalogue of Life.